# Groszkowo (Sztutowo)
Groszkowo (deutsch Groschkenkampe) ist ein Dorf der Landgemeinde Sztutowo im Powiat Nowodworski der Woiwodschaft Pommern in Polen. Die Einwohnerzahl im Jahr 2021 betrug 105.

## Geographie
Der Ort liegt etwa 30 Kilometer östlich von Danzig und 20 Kilometer nördlich von Elbląg (Elbing). Die Landschaft gehört zum Gebiet der Kampen im Osten des Weichsel-Nogat-Deltas.

## Geschichte
Das Gebiet des Orts kam 1454 mit Königlich Preußen vom Deutschordensstaat an die Woiwodschaft Marienburg des Königreichs Polen und wurde in der Folge Besitz der Stadt Danzig. Evangelische hatten ihre Pfarrkirche in Steegen, Katholiken waren nach Tiegenhagen eingepfarrt.
Mit der zweiten Polnischen Teilung wurde Groschkenkampe 1793 von Preußen annektiert. Es gehörte von 1807 bis 1814 zur Republik Danzig. Am 1. Januar 1874 wurde die Kreisordnung für die Provinz Preußen eingeführt, diese wurde vier Jahre später wieder in die Provinzen Ost- und Westpreußen geteilt. Am 25. April 1874 wurden der Amtsbezirk Groschkenkampe und die gleichnamige Landgemeinde gebildet. Die Einwohnerzahl von Groschkenkampe stieg von 90 (in 1820) auf 375 (1910) an. Sitz des Amtsgerichts war Tiegenhof.
Der Amtsbezirk wurde gemäß den Bestimmungen des Friedensvertrags von Versailles am 10. Januar 1920 an die Freie Stadt Danzig abgetreten. Das Gebiet kam dort zum Landkreis Danziger Niederung. Nach dem deutschen Überfall auf Polen kam das Gebiet von 1939 bis 1945 zum Landkreis Großes Werder im Reichsgau Danzig-Westpreußen und in der Folge des Zweiten Weltkriegs an die Republik Polen. Die deutschen Ortsbewohner wurden vertrieben.
Der Ort ist ein Schulzenamt (sołectwo) der Landgemeinde Sztutowo. Die Landgemeinde war von 1954 bis 1972 in Gromadas aufgelöst. Von 1975 bis 1998 waren die Powiate aufgelöst und Ort und Gemeinde kamen zur Woiwodschaft Elbing. Zum 1. Januar 1999 kam die Gemeinde zum Powiat Nowodworski der Woiwodschaft Pommern.